# Meta Knight
Meta Knight (メタナイト, Meta Naito) is een personage dat verschijnt in Nintendo's Kirby-videospellen gecreëerd door Masahiro Sakurai en uitgewerkt door HAL Laboratory. De Kirby-serie is een van Nintendo's videospelreeksen, met ruim 20 spellen sinds 1992. Zijn eerste verschijning was in het videospel Kirby's Adventure uit 1993, waarin hij nog in 2D was te zien. Meta Knights naam was tot in 1995 niet bekend in de V.S. en Europa, totdat het spel Kirby's Ghost Trap verscheen. Het personage Meta Knight is onder andere verschenen in videospellen van Nintendo, in stripboeken, en in de Kirby-tekenfilm.
Zijn mysterieuze aard heeft ertoe geleid dat hij een soort "vriend of vijand"-rol speelt en dus geen speelbaar personage is.

## Karakteristieken
Meta Knight draagt een krachtig zwaard, een blauwe cape (oorspronkelijk rood) en een lichtblauw/zilveren masker. In een paar spellen is hij even zonder masker te zien, waardoor te zien is dat hij veel op Kirby lijkt, behalve dat zijn lichaam blauw is (oorspronkelijk zwart) en dat zijn ogen en mond wit zijn. Er staat een grote "M" op zijn linkerschoudervulling waarachter Meta Knight zijn zwaard bewaart. Dit symbool werd voor het eerst gebruikt in Kirby's Fun Pak en kon worden gezien op het Combo Cannon. Het werd ook gebruikt in de tekenfilm en kan ook worden gebruikt in Super Smash Bros. Brawl.

## Spellen
Meta Knight is een raadselachtig personage. Hij volgt een bepaalde gedragscode en geeft Kirby vaak een zwaard voor het gevecht, zodat ze gelijke kansen hebben. Hij wordt Kirby's rivaal genoemd, en alhoewel Kirby vaak met hem vecht, is hij in ieder geval niet kwaadaardig aangezien de twee vaak hetzelfde doel willen bereiken. Verder is er niet veel bekend over Meta Knight, behalve dat hij evenveel geeft om Dream Land als Kirby.
Vele unieke monsters dienen Meta Knights leger. Hij leidt een klein groepje nakomelingen, die de Meta-Knights worden genoemd, die bestaan uit de Axe Knight, Mace Knight, Trident Knight, en Javelin Knight. Aangezien Meta Knight zelf leider is van de Meta-Knights, wordt hij soms ook wel "Sir Meta Knight" genoemd. Al deze Knights verschenen in Kirby's Adventure en Kirby's Fun Pak om Kirby uit te dagen. Een ander hulpje van Meta Knight is de arend-achtige vogel die zijn Halberd bestuurt in Kirby's Fun Pak. Weer een ander hulpje is de matroosachtige Waddle Dee. Waddle Dee is een klein, zwak wezen, dat zich in Kirby's Fun Pak aansloot bij Meta Knight en zijn bende.

### Kirby's Adventure
Meta Knights eerste verschijning. Hij verschijnt als de eindbaas van het Orange Ocean level die je moet verslaan om een stuk van de Star Rod terug te krijgen. Ook stuurt hij regelmatig zijn volgelingen, de Meta-Knights om met Kirby te vechten. Toch helpt hij Kirby ook op zijn avontuur ook door hem zijn Invincibility Candy te laten eten. In dit spel kan Meta Knight niet vliegen, of een andere speciale aanval doen. Toch is hij erg sterk met zijn zwaard, en is het bijna onmogelijk hem te raken (dit werd een stuk makkelijker gemaakt in de remake van het spel; Kirby: Nightmare in Dream Land). Als de speler Meta Knight verslaat in Orange Ocean, splijt zijn masker in tweeën en is kort zijn gezicht te zien.

### Kirby's Fun Pak
Meta Knight heeft ook de rol gespeeld van hoofd-eindbaas; in de Kirby's Fun Pak-subgame, Revenge of Meta Knight, probeerde hij Dream Land over te nemen met de intentie Dream Lands "luie houding" te veranderen waarbij een groot gevechtsschip gebruikt dat ook wel de Halberd wordt genoemd. Kirby valt zijn schip aan en probeert het te vernietigen, waarbij hij uiteindelijk de hoofdmotor vernietigt. Kirby vecht met Meta Knight, die weigert op te geven, waarbij hij twee vleermuisvleugels uitslaat om Kirby te achtervolgen wanneer die probeert te ontsnappen van de Halberd. Nadat het schip in zee is gezonken, zie je een klein figuurtje weggaan bij het schip, dit is Meta Knight.
Dit is het eerste spel waarbij Meta Knight zijn vleugels heeft, en nog een paar andere speciale aanvallen. Zo kan hij bijvoorbeeld kleine tornado's afvuren met zijn zwaard. Hij heeft de meeste van deze aanvallen ook nog in latere spellen, maar er is nooit uitgelegd hoe hij ze heeft geleerd (Toch staat er bij zijn trofee in Super Smash Bros. Melee dat zijn cape in vleugels kan veranderen, en dit is ook goed te zien in de E3 trailer van Super Smash Bros. Brawl waar hij deze transformatie uitvoert).
Meta Knight biedt Kirby ook in dit spel een zwaard aan. Toch valt Meta Knight Kirby wel aan als hij het zwaard niet binnen een bepaalde tijd opraapt. Dit geeft aan dat Meta Knight erg ongeduldig is, alhoewel dit het enige Kirby spel is waar Meta Knight niet op je wacht. Dit komt waarschijnlijk ook doordat er in de subgame Revenge of Meta Knight een tijdlimiet geldt.

### Kirby & the Amazing Mirror
Wanneer kwaad de Mirror World bedreigt, is Meta Knight de eerste die probeert Dream Land van zijn ondergang te redden. Maar een personage genaamd Dark Meta Knight verschijnt ook in dit spel; hij is een slechte versie van Meta Knight uit de Mirror World. Hij lijkt op Meta Knight maar heeft een grijs lichaam, rode schoenen, een litteken op zijn masker en een cape die aan flarden is gescheurd. Hij ontvoert Meta Knight naar de Mirror World en vermomt zichzelf als het origineel en valt zo Kirby aan.
Kirby vecht met de vermomde Dark Meta Knight, die dezelfde krachten heeft als Meta Knight. Hij geeft Kirby geen zwaard aan het begin van het gevecht, wat aangeeft dat hij minder respectvol is dan de echte Meta Knight. Het zwaard dat de originele Meta Knight draagt wordt "Master" genoemd als Kirby het gebruikt. Hij geeft het aan Kirby om de eindbaas te verslaan, de Dark Mind.
Kirby kan ook zijn 'magische' kopieerkracht gebruiken om zo de Meta Knight op te roepen. Bij deze kracht gaat er een roulette draaien waardoor verschillende dingen kunnen gebeuren, bijvoorbeeld dat Meta Knight door het beeld komt vliegen en tegenstanders aanvalt. Spelers die niet geloven in Dark Meta Knights bestaan, kunnen Kirby's speciale kracht gebruiken om zo te zien dat er twee Meta Knights zijn tijdens het gevecht.

### Kirby: Mouse Attack
Nadat Kirby Daroach, de leider van de dievenbende de Squeaks, heeft verslagen, verschijnt Meta Knight uit het niets en neemt hij de schatkist mee waarvan Daroach denkt dat er de ultieme kracht in zit en Kirby denkt dat zijn gestolen cake er in zit. Dan ontsnapt hij door een verzegelde deur met vijf gekleurde sterren (Star Seals). Als Kirby deze sterren verzamelt, kan hij door de deur naar de Secret Sea, waar Meta Knight in zijn gevechtsschip Halberd op de bodem van de zee is.
Wanneer de Halberd opstijgt uit de zee en naar de Gamble Galaxy vliegt, vecht Kirby met Meta Knight om zo de schat terug te krijgen, waarna Daroach hem weer meeneemt. Maar in werkelijkheid bevat de kist een slecht wezen genaamd Dark Nebula. Op het einde van het spel kan de speler zien dat Meta Knight de kist alleen had gestolen om te zorgen dat Dark Nebula niet werd vrijgelaten.
Net als bij Dark Meta Knight in Kirby & the Amazing Mirror, is het in dit spel mogelijk om Meta Knight zonder de zwaardkracht te verslaan, toch kunnen de sterren die hij afvuurt Kirby wel de zwaardkracht bezorgen. Meta Knight heeft ook de meeste van Dark Meta Knights aanvallen inclusief de tornado aanval.

## Meta Knight in de tekenfilm

### Persoonlijkheid en Achtergrond
Meta Knight is ook regelmatig te zien in de tekenfilmserie Kirby: Right Back at Ya! (deze tekenfilm was alleen te zien in Amerika en Japan). In de tekenfilm is zijn rol veel duidelijker dan in de spellen. Zo is te zien dat Meta Knight lid is van dezelfde organisatie als Kirby, de Star Warriors, en dat hij een geëerd lid is van de Galaxy Soldier Army die vochten tegen de legers van Nightmare. Net als in de spellen, werkt Meta Knight voor King Dedede, maar is hij in werkelijkheid een vriend van Kirby en blijft hij alleen bij Dedede om te spioneren. Hij draagt een gouden zwaard met stekels dat hij Galaxia noemt.
Hij is een soort leraar voor Kirby, waaraan hij vaak training geeft of hem verdedigt wanneer dat nodig is, maar boven alles wil hij dat Kirby leert hoe hij zelf de Nightmare kan verslaan. (Zijn trainingen vergen meestal het uiterste van Kirby waardoor Kirby vaak in levensgevaarlijke situaties belandt.)
Hij heeft een tragisch verleden, aangezien al zijn kameraden door de monsters van Nightmare zijn vermoord, waardoor hij een van de overgebleven leden van de Star Warriors en de GSA is. Ondanks dit alles, komt hij niet over als een depressief of angstig personage.
Meta Knight is een satirisch doch serieus personage, met veel vreemde gewoontes. Een voorbeeld hiervan is de gewoonte om uit het niets te verschijnen, waardoor andere personages vaak schrikken. Deze manier van verschijnen (die alleen door Meta Knight wordt gebruikt in de tekenfilm, wat duidt op zijn raadselachtige karakter) is een soort van terugkerend grapje in de serie. Hij verschijnt meestal bovenop objecten, van tafels tot standbeelden en bomen (waarschijnlijk wil hij hiermee zijn korte lengte compenseren).
Hij wordt omgeschreven als een personage met een hart van ijs, vooral door Tiff, die dit vooral zegt wanneer hij Kirby en de anderen opzettelijk in gevaar brengt om hem zo te trainen. Hij heeft een grote afgunst voor stomme mensen en weigert vaak de fouten van anderen goed te maken.
Vaak redt hij iemand in een gevaarlijke situatie als de persoon er niets aan kan doen, maar als het hun eigen fout is, vindt hij dat ze het zelf maar op moeten lossen. Hij laat niet vaak zijn zachtere kant zien, maar hij doet wel vaak alledaagse dingen, zoals televisie kijken.

### Verhoudingen
Ondanks dat hij voor Dedede werkt, gehoorzaamt Meta Knight hem alleen als hij het eens is met de opdrachten die hij krijgt. Op een gegeven moment vraagt Dedede hem naar zijn betrouwbaarheid, waarop Meta Knight beweert een trouwe volgeling te zijn. Later gooit Meta Knight Dedede wel van een klif.
Meta Knight wordt vergezeld door een Sword Knight een Blade Knight, die beide als zwaard-vijanden verschenen in Kirby's Adventure. Het achtergrondverhaal van hun band met Meta Knight wordt verteld in de aflevering, "Hour of the WolfWrath" ("Loyalty! Sword and Blade!" in Japan). Nightmares leger viel hun huis aan, waardoor de twee bandieten moesten worden om te overleven. Tijdens hun reizen probeerden ze ook Meta Knight te beroven maar werden ze aangevallen door een monster genaamd WolfWrath. Meta Knight redde hen, waarna ze hem trouw zwoeren en hem hielpen de andere Star Warriors te vinden.
De twee zijn erg betrouwbare volgelingen van Meta Knight, die zeggen bereid te zijn hun leven te geven voor Meta Knight als dat nodig mocht zijn. Ze kunnen niet zo goed met hun zwaard overweg als Meta Knight zelf, maar zijn wel intelligent aangezien het voor elkaar krijgen om de aanvalsschepen te repareren. In de Amerikaanse versie van de tekenfilm hadden ze zware stemmen (Blade Knight mompelde alleen), terwijl ze in de originele Japanse versie veel lichtere stemmen hadden (ingesproken door vrouwen).
Het enige personage waar hij regelmatig mee omgaat naast die twee is Tiff. Zij kan worden gezien als een zeldzame bron van intelligentie in Dream Land, alhoewel ze het vaak niet eens met Meta Knights manieren van Kirby trainen, kunnen ze toch goed met elkaar opschieten. Meta Knight moet er vaak op uit trekken om haar te redden als ze in gevaar is of hulp nodig heeft. Meta Knight wordt vaak omschreven als ridderlijk, wat zou verklaren waarom hij haar beschermt, hoewel fans denken dat Meta Knight een oogje op haar heeft.
Meta Knight had veel meer kennissen in het verleden, vooral de andere Star Warriors en de andere leden van de GSA. Aan sommige van hen werd meer aandacht besteed dan aan andere in bepaalde afleveringen. Een van hen was de naamloze vader van Knuckle Joe, die een Star Warrior was en een goede vriend van Meta Knight. Op een bepaald moment wordt Joes vader ontvoert door Nightmares legers, en toen hij terugkeerde was hij gehersenspoeld door Nightmare waardoor Meta Kight hem moest vermoorden.
Nog een voorbeeld is de moeder van Sirica, Garlude. Meta Knight praat zelf niet over haar, maar laat het standbeeld Kabu het verhaal vertellen. haar moeder was een lid van de Galaxy Soldier Army, en zij en Meta Knight waren naar de kerker van Kirisakin gegaan om zo het heilige zwaard Galaxia te verkrijgen. Garlude werd tijdens dit avontuur gedood ondanks Meta Knights pogingen haar te redden.

### Allerlei
Meta Knights slaapkamer wordt nooit getoond, maar is wel vaak te zien in een woonkamer. Die kamer is in een Japanse stijl ingericht. Wapens die oorspronkelijk toebehoorden aan Sword en Blade hangen aan de muren. Ook staat er een grote snoeppot, wat aan zou kunnen tonen dat Meta Knight gek is op snoep. Ook staat er een televisie, en kijkt Meta Knight soms naar Dedede's zender 'Channel DDD'.
De kleur van zijn ogen verandert als zijn gemoedstoestand ook verandert. Waarschijnlijk is dit omdat hij een masker draagt en hij zo toch wat emoties kan uitstralen. Geel is de normale kleur, groen geeft aan dat hij serieus is, blauw dat hij vrolijk is, roze dat hij geamuseerd is en rood dat hij boos is. Soms flitsen ze even wit, maar hier is niet echt een bepaalde gemoedstoestand aan toe te wijden, waarschijnlijk zal dit verbazing zijn. Als hij slaapt sluiten zijn ogen niet; het licht dimt tot een zachte amberachtige kleur. Het echte gezicht achter het masker wordt soms getoond.
Meta Knight heeft in de tekenfilm geen vleugels of een andere speciale techniek die hij wel in de computerspellen heeft. De enige speciale techniek die hij toont in de tekenfilm is de Sword Beam. Dit is een zeer krachtige aanval, waardoor hij steen kan laten splijten.
In de Amerikaanse versie van de tekenfilm sprak Meta Knight met een Spaans accent (ingesproken door Eric Stuart), misschien een satirische verwijzing naar Zorro, aangezien hij ook een gemaskerde man met een zwaard is. De stem van Sword Knight had een Engels accent en Blade Knight mompelde alleen wat.
In de originele Japanse versie wordt Meta Knights stem ingesproken door seiyū Atsushi Kisaichi. Er was geen accent te bekennen in zijn stem, maar hij gebruikte soms wel willekeurig Engelse woorden door zijn zinnen heen.
Meta Knight verscheen ook als prototype voor de tekenfilm, waar hij werd afgeschilderd als een van Nightmares monsters. In tegenstelling tot de uiteindelijke versie, liet deze Meta Knight wel emoties zien op zijn masker.

## Speelbaarheid in spellen
In de overzetting van Kirby's Adventure en Kirby: Nightmare in Dream Land kregen spelers die het spel (inclusief de extra's) voor honderd procent uitspeelden de kans om met Meta Knight te spelen. Hij had meer aanvallen dan zwaard-Kirby, zijn zwaard was krachtiger en hij kon er alle puzzels mee oplossen. Hij had de mogelijkheid zijn cape te transformeren in twee vleugels om net zo te vliegen als Kirby. Zijn rensnelheid is te vergelijken met de snelheid van wiel-Kirby. In de animatie voor het doodgaan explodeert hij en verdwijnt zijn masker uit het beeld.
Meta Knight was een van de vele racers in Kirby Air Ride. Meta Knight kon worden gebruikt in de Air Ride mode en in het Free Run stuk van City Trial. Hij diende in elke modus ontgrendeld te worden door de speler. In de Air Ride dient de speler 30 minuten te spelen en door 1000 dozen te vernietigen in de City Trial ontgrendel je hem daar. Meta Knight kan worden gezien als een mix tussen Kirby's engel en zwaardkracht, aangezien Meta Knight ook vleugels en een zwaard heeft. Hierdoor heeft Meta Knight een enorme snelheid (maar ironisch genoeg, heeft hij de zwakste aanvallen uit het spel). Ook is hij wel iets langzamer dan engel-Kirby. In City Trial, aangezien hij geen machine is, valt hij naar beneden als zijn levens op zijn.
Tijdens het gevecht met de eindbaas van Kirby & the Amazing Mirror en daarna kreeg Kirby de mogelijkheid Meta Knights zwaard te dragen. De naam van het zwaard is "Master", waarmee bijna alle objecten in het spel vernietigd kunnen worden. In Kirby: Power Paintbrush, is Meta Knight een ontgrendelbaar personage. Hij is het snelste personage in het spel, maar heeft het minst aantal levens.
Nadat hij verscheen als trofee in Super Smash Bros. Melee, werd Meta Knight als speelbaar personage aangekondigd voor Super Smash Bros. Brawl. Zijn aanvallen heten Dimensional Cape (dit maakt hem onzichtbaar), Mach Tornado, Triple Dash en Shuttle Loop.
In het spel Kirby Super Star Ultra is er de subgame Meta Knightmare Ultra hier in kan de speler spelen als Meta Knight. Hij moet dan 4 verschillende levels doen waarvan een het neerhalen van de Halberd is, en dus Meta Knight zijn eigen schip neer haalt. Het laatste level is dat Meta Knight moet vechten met de sterkste krijger in het universum. Meta Knight kan Blade Knight en Sword Knight op roepen als zijn hulpjes en een grote tornado op roepen en zo elke schurk in het scherm verslaan of verzwakken.
De volgende Kirby-spellen bevatten Meta Knight:
1. Kirby's Adventure
2. Kirby's Ghost Trap
3. Kirby's Fun Pak
4. Kirby no Kirakira Kizzu (alleen in Japan)
5. Kirby: Nightmare in Dream Land
6. Kirby Air Ride
7. Kirby & the Amazing Mirror
8. Kirby: Power Paintbrush
9. Kirby: Mouse Attack

Meta Knight maakt ook zijn opwachting in de volgende spellen:
1. Kirby's Pinball Land — Verschijnt wanneer Kirby genoeg punten krijgt bovenin Kracko's level.
2. Kirby's Dream Course — Gezien als personage met high-scores in het spel.
3. Super Smash Bros. Melee (GCN) — Trofee
4. Super Smash Bros. Brawl (Wii) — Speelbaar personage
5. Super Smash Bros. Ultimate — Speelbaar personage

## De Halberd
De Halberd is een fictief vliegtuig uit de Kirby computerspellen. In de spellen is zijn functie het vervoeren van Meta Knight en zijn volgelingen. Het uiterlijk van het vliegtuig is zo aangepast dat het zoveel mogelijk lijkt op Meta knight. Het vliegtuig is aan de buitenkant onverwoestbaar. Zijn naam is afgeleid van een wapen en het bedrijf dat Kirby ontwikkelde, HAL Laboratory.

### Kirby's Fun Pak
De eerste verschijning van de Halberd was toen Meta Knight besloot Dream Land over te nemen om het zo van zijn luie levensstijl te verlossen in de openingsscène van "Revenge of the Meta Knight", waarbij hij de Halberd gebruikte om dit doel te verwezenlijken. Hij ziet er blokkeriger uit dan zijn latere verschijningen, maar toch ziet hij er hier nog formidabel uit. Kirby moet over het vliegtuig reizen, waarbij hij veel tegenstanders moet verslaan en uiteindelijk ook Meta Knight.
Het meest krachtige wapen dat de Halberd heeft is het Combo Cannon, dat Kirby ook moet vernietigen. Het heeft een enorme vuurkracht en schoot zelfs de machtige Dyna Blade nadat ze Kirby hielp.
Er is een klein groepje werkenden aan boord; de vogelachtige Halberd piloot, een Waddle Dee met een zeemanspet, Mace Knight en Axe Knight (ook bekend als Meta Mace en Meta Axe).
De Halberd stort neer in de zee nadat Kirby Meta Knight heeft verslagen.

### Kirby: Right Back At Ya!
De Halberd verscheen voor het eerst in de tekenfilm in de eerste van de drie slotafleveringen, die in Amerika "Cappy Town Down" heette. Volgens Meta Knight, had hij het vliegtuig zelf gebouwd met behulp van Sword Knight en Blade Knights hulp toen hij net aankwam in Dream Land, waarbij hij plannen had gebruikt van het Galaxy Soldier Army. Natuurlijk wilde Meta Knight de Halberd geheimhouden want als de Nightmare er van zou weten, zou alles verloren zijn.
De tekenfilmversie ziet er strakker en gestroomlijnder uit dan de spelversie, maar heeft nog wel herkenningspunten zoals Meta Knights masker, de vleermuisachtige vleugels en het Combo Cannon. Het heeft de mogelijkheid door wormgaten te reizen waardoor hij in een korte tijd bij Nightmares gebied kan komen (900 lichtjaren verder). Het heeft een enorme vuurkracht en heeft een krachtveld om zich heen. De vleugels kunnen worden ingevouwen als dat nodig mocht zijn. De grootte van het schip is onduidelijk, maar het is in ieder geval groter dan Dedede's kasteel.
In het luchtschip zijn vele gangen waar snel doorheen kan worden gereisd; ook is er een keuken, gevangenis, trainingsruimte en de machinekamer. Het vliegtuig kan door een klein groepje wezens worden bestuurd, vooral door Meta Knight, Sword en Blade.
De Halberd gaat uiteindelijk verloren tijdens een gevecht op Nightmares gebied. De Halberd wordt in de val gelokt en verschuilt zich in een loopgraf. Drie vijanden vinden het schip en openen het vuur. Aangezien hij al redelijk was verzwakt, gaat het schild van de Halberd kapot. Meta Knight landt zijn schip op een rand en beveelt iedereen het te verlaten. De vijanden gaan door met vuren en uiteindelijk valt het schip van de rand en ontploft het met zo'n kracht dat het de vijanden wegvaagt.

### Kirby: Mouse Attack
In Kirby: Mouse Attack is te zien dat de Halberd zinkt in de achtergrond van het onderwater-level van Level 7, de Secret Sea. Kirby zwemt naar de Halberd en gaat aan boord en het lijkt erop dat het schip is herbouwd na zijn laatste verschijning. Kirby gaat door de Halberd heen om zo uiteindelijk bij Meta Knight te komen, die met hem vecht waarbij de Halberd uit de zee opstijgt en naar de Gamble Galaxy reist. Meta Knight probeerde Kirby te stoppen zodat hij Dark Nebula niet zou vrijlaten. Wat Meta Knight wilde met de Halberd is niet bekend, waarschijnlijk wilde hij de kist met Dark Nebula er in in de ruimte gooien.

### Super Smash Bros. Brawl
De Halberd is te zien in allebei de trailers van Super Smash Bros. Brawl op de achtergrond van een level (en sommige personages stonden erop in de filmpjes). In Brawl lijkt de Halberd weer meer op zijn oude uiterlijk maar is hij toch wat veranderd. Hij heeft donkerdere kleuren en meer realistische vleermuisvleugels, maar ook gouden en paarse strepen, waardoor hij een mooiere uitstraling krijgt. Ook is het kanon terug wat nu laserstralen en raketten kan afvuren en is er een grijparm aanwezig. In het Subspace Emissary filmpje, laat de Halberd vreemde paarse wolken los die transformeren in rare soldaten (genaamd "Primids"). Op een plaatje is te zien dat de Halberd de Arwing van Fox McCloud aanvalt. Ook is te zien dat het vliegtuig wegvliegt uit de buurt van Link en Yoshi. Meta Knights betrokkenheid in deze acties, als die er al mocht zijn, is onbekend, ondanks dat updates bekendmaakten dat de Primids' commandant, de Ancient Minister, waarschijnlijk de controle had over het schip tijdens de aanval op Mario, Kirby, Zelda, en Peach.